# Памятники Мелитополя

В таблице собрана информация о памятниках Мелитополя. Памятники упорядочены по алфавиту (по фамилии персоналии, по первой букве или цифре значимой части названия). Памятники, о которых в Википедии существуют отдельные статьи, выделены жирным шрифтом.
В Мелитополе в пределах города, до начала декоммунизации, имелось 39 памятников.

## Памятники историческим лицам и литературным героям
| Фото | Год  | Лицо               | Авторы            | Расположение                                                  | Примечания |
| ---- | ---- | ------------------ | ----------------- | ------------------------------------------------------------- | --- |
|      | 2011 | Бендер, Остап      |                   | просп. Б. Хмельницкого                                        | |
|      | 2000 | Высоцкий В. С.     | Чеканев К.        | просп. Б. Хмельницкого                                        | |
|      |      | Горький Максим     |                   | парк Горького                                                 | |
|      | 2004 | Корвацкий А. В.    | Носов В. В.       | просп. Б. Хмельницкого                                        | Архитекторы: Гусев А. С., Шарий Г. П.; строитель: ООО «Феникс»; инициаторы: Резник В. И., Лябах В. А. |
|      |      | Ленин В. И.        |                   | парк Горького                                                 | У скульптуры отломан нос. В конце февраля 2014 года, вскоре после масштабного сноса памятников Ленину на Украине, этот памятник был облит белой краской. В следующие дни памятник просто перекрасили в белый цвет.          |
|      | 1949 | Ленин В. И.        |                   | ул. Гетманская                                                | Памятник был открыт 1 мая 1949 года. До этого на его месте находился бронзовый бюст Ленина. |
|      | 1955 | Ленин В. И.        |                   | ул. Гетмана Сагайдачного, привокзальная площадь               | Был установлен на перроне одновременно со строительством здания вокзала. Напротив был установлен памятник Сталину, впоследствии демонтированный. Около 2000 года памятник был перенесён с перрона на привокзальную площадь. |
|      |      | Мичурин И. В.      | Соболь Н.         | ул. Вакуленчука, 99, на территории НИИ орошаемого садоводства | |
|      | 1954 | Хмельницкий Богдан | Шарафут- динов Л. | просп. Б. Хмельницкого                                        | Памятник установлен к 300-летию Переяславской рады в начале проспекта Богдана Хмельницкого. В 1970 году перенесён на нынешнее место.                                                                                        |
|      | 2011 | Шевченко Т. Г.     | Рожик В.          | пл. Победы                                                    | Автор проекта и эскиза — Василий Добровольский. На памятник и обустройство прилегающей территории было потрачено 134 тыс. грн.                                                                                              |

## Бюсты
| Фото | Год  | Лицо             | Авторы        | Расположение                                                                        | Примечания |
| ---- | ---- | ---------------- | ------------- | ----------------------------------------------------------------------------------- | --- |
|      | 1984 | Бронзос К. И.    |               | ул. Университетская, возле перекрёстка с ул. Михаила Грушевского перед ДК «Октябрь» | |
|      |      | Гоголь Н. В.     |               | парк Горького                                                                       | |
|      |      | Киров С. М.      |               | ул. Героев Украины, 40                                                              | До 2011 года бюст находился на месте нынешнего памятника Остапу Бендеру. |
|      |      | Малюга Н. С.     | Манахов В. И. | просп. Б. Хмельницкого, возле входа в ТГАТУ                                         | |
|      |      | Маяковский В. В. |               | парк Горького                                                                       | |
|      | 1984 | Пахомов Н. И.    |               | ул. Университетская, возле перекрёстка с ул. Михаила Грушевского перед ДК «Октябрь» | |
|      |      | Пушкин А. С.     |               | парк Горького                                                                       | |
|      | 1951 | Пушкин А. С.     | Носов В. В.   | ул. Гетманская, 20, возле МГПУ                                                      | Памятник был открыт в 1951 и первоначально стоял в сквере на перекрёстке улиц Пушкина и Карла Либкнехта. В 1978 ноду был реставрирован. В 90-е годы сквер пришёл в запустение, и памятник был перенесён к зданию педагогического университета. Открыт на новом месте 5 июня 1999 года.                                            |
|      |      | Франко И. Я.     |               | парк Горького                                                                       | |
|      |      | Фрунзе М. В.     | Борисенко С.  | ул. Гетмана Сагайдачного, привокзальная площадь                                     | |
|      | 1999 | Шевченко Т. Г.   |               | просп. Б. Хмельницкого 18, во дворе ТГАТУ                                           | Бронзовый бюст был открыт 10 сентября 1999 года, на праздновании 125-летия ТГАТУ. |
|      | 1963 | Шевченко Т. Г.   |               | парк Горького                                                                       | |
|      |      | Штевнёв А. Д.    |               | парк Железнодорожников (ул. Чайковского)                                            | Надпись на плите: «Штевнёв Андрей Дмитриевич. Генерал-лейтенант танковых войск, командующий бронетанковыми механизированными войсками Воронежского и 1-го Украинского фронтов в годы Великой Отечественной войны. Родился 13.10.1899 в г. Мелитополе. Погиб 29.01.1944 в боях за освобождение Украины от фашистских захватчиков.» |

## Памятники, посвящённые событиям Великой Отечественной войны
| Фото | Год  | Название                                                                                   | Авторы                                                                                              | Расположение                                                     | Примечания |
| ---- | ---- | ------------------------------------------------------------------------------------------ | --------------------------------------------------------------------------------------------------- | ---------------------------------------------------------------- | --- |
|      | 1967 | памятник героям-подпольщикам                                                               | Явич Б.                                                                                             | просп. Б. Хмельницкого                                           | Памятник установлен к 50-летию Октябрьской революции, в честь подпольной группы А. А. Костенко, действовавшей в Мелитополе в октябре 1941 — марте 1942 года. |
|      | 1967 | танк Т-70 (мемориал на братском кладбище)                                                  | | ул. Героев Украины                                               | |
|      | 1967 | скульптурная группа «Спящие воины» (мемориал на братском кладбище)                         | Архитекторы О. К. Стукалов, А. А. Сницарев, скульпторы М. Я. Грицюк, Ю. Л. Синькевич, А. С. Фуженко | ул. Героев Украины                                               | |
|      | 1967 | «Скорбящая мать» (мемориал на братском кладбище)                                           | Архитекторы О. К. Стукалов, А. А. Сницарев, скульпторы М. Я. Грицюк, Ю. Л. Синькевич, А. С. Фуженко | ул. Героев Украины                                               | Мемориал построен на средства комсомольской организации. Дважды реконструировался. |
|      | 2020 | памятник жертвам Холокоста                                                                 | | улица Гетманская 18/2.                                           | Памятник построен за средства Владимира Шпильфогеля и Юрия Данимана |
|      |      | монумент на территории НИИ орошаемого садоводства, посвящённый Великой Отечественной войне | | ул. Вакуленчука, 99, на территории НИИ орошаемого садоводства    | |
|      |      | памятник рабочим завода «Старт» (в прошлом «Бытмаш»)                                       | | ул. Университетская, возле перекрёстка с ул. Михаила Грушевского | Надпись на памятнике: «Вечная память погибшим воинам — работникам завода „Старт“: Ананьев В.А., Байер В.А., Генов Н.М., Гордиенко Н.П., Лавров Н.А., Мингиров Л.К., Морозов В.Г., Мячин П.М., Фишер И.А., Шокорев Я.И.» |
|      |      | «1941. Июнь. Рассвет. Без объявления войны…»                                               | | просп. Б. Хмельницкого                                           | |
|      |      | «Вечная слава павшим в боях за свободу и независимость нашей Родины»                       | | просп. Б. Хмельницкого, перед ТГАТУ                              | |
|      |      | памятник воинам-автомобилистам                                                             | | Каховское шоссе                                                  | |
|      | 2005 | памятный знак воинам-автомобилистам                                                        | | ул. Героев Украины, в районе мясокомбината                       | |
|      |      | памятник воинам-работникам завода «Мелитопольский компрессор»                              | | ул. Героев Украины, возле перекрёстка с ул. 8 Марта              | |
|      |      | мемориальный комплекс возле завода «АвтоЗАЗ-Мотор»                                         | | площадь Тимошенко                                                | |
|      | 1978 | памятник педагогам, погибшим в боях за Родину                                              | | ул. Гетманская, 20, возле МГПУ                                   | Надпись на памятнике: «Коллегам, погибшим в боях за Родину. Коллектив пединститута». Надпись на левой плите: «Здесь заложена священная земля городов-героев: Киев, Одесса, Брест, Волгоград, Минск, Тула. 8.V.1978». На правой плите выполнена аналогичная надпись про Москву, Ленинград, Севастополь, Керчь и Новороссийск. |

## Другие памятники
| Фото | Год  | Название                                                                          | Авторы | Расположение                                                                            | Примечания |
| ---- | ---- | --------------------------------------------------------------------------------- | ------ | --------------------------------------------------------------------------------------- | --- |
|      |      | памятник 1000-летию христианства на Руси                                          |        | просп. Б. Хмельницкого                                                                  | |
|      |      | обелиск в честь 200-летия Мелитополя                                              |        | ул. Героев Украины, возле перекрёстка с ул. Ивана Алексеева                             | |
|      |      | стела «Этапы великого пути»                                                       |        | ул. Героев Украины, возле парка Горького и перекрёстка с ул. Ивана Алексеева            | |
|      | 2002 | памятник воинам-интернационалистам, павшим в Афганистане                          |        | перекрёсток улиц Воинов-Интернационалистов и Ивана Алексеева                            | Представляет собой БРДМ-2, установленную на постаменте. |
|      |      | жертвам голодомора                                                                |        | просп. Б. Хмельницкого                                                                  | Надпись на плите: Світлої пам'яті замучених голодом в 1932-33 р.р. «Ще й досі блукають їх душі, мов тіні, і хліба шукають по всій Україні». |
|      |      | «Памяти Чернобыля»                                                                |        | просп. Б. Хмельницкого                                                                  | |
|      | 2010 | памятник мелитопольскому машиностроителю                                          |        | пр-кт 50-летия Победы, 19, около промышленно-экономического техникума                   | Композиция представляет собой медного токаря возле настоящего станка. Памятник установлен общественной организацией "Кластер «АгроБУМ». Стоимость памятника — примерно 90 тыс. грн. Наиболее активными в сборе средств были представители малого и среднего бизнеса. |
|      |      | памятник Венскому стулу                                                           |        | пр-кт 50-летия Победы, 33, возле остановки «Мебельный» и перекрёстка с ул. Гризодубовой | Металлический стул выполнен в натуральную величину и весит более 60 кг. Надпись на плите возле памятника: «Мастер Михаэль Тонет в 1859 году изготовил стул № 14, который стал знаменитым Венским стулом. В 1900 году этот стул в рекламных целях был сброшен с Эйфелевой башни. Пролетев 115 метров, стул ударился о землю, подпрыгнул и остался цел. Этот стул — самое гениальное творение человечества в области мебельного производства.» |
|      |      | памятник интернациональной дружбе                                                 |        | парк Горького                                                                           | Памятник изображает китайца, россиянина и индианку. Памятник значительно повреждён, руки скульптур отломаны. В 2014 году памятник реставрирован. |
|      | 1996 | «В знак памяти о погибших сотрудниках госавтоинспекции и в связи с 60-летием ГАИ» |        | ул. Ивана Алексеева                                                                     | |
|      |      | монумент воинам-афганцам                                                          |        | Площадь Грищенко (ул. Интеркультурная), возле завода «Холодмаш»                         | Надпись на табличке: «Воинам-афганцам. Не забудем, пока мы живём! И ты увидел ту войну во всём её трагическом обличье!» |
|      |      |                                                                                   |        | парк Железнодорожников (ул. Чайковского)                                                | |
|      |      | межевой камень                                                                    |        | перекрёсток улиц просп. Б. Хмельницкого и ул. Гетмана Сагайдачного                      | Памятный знак установлен на месте, где проходила граница дореволюционного Мелитополя, но исторической ценности не представляет. |